# Roca Partida
Roca Partida (Spanisch für geteilter Felsen) ist eine unbewohnte Felsinsel im östlichen Pazifischen Ozean und zugleich die kleinste der zu Mexiko gehörenden Revillagigedo-Inseln. Sie ist gut 800 km von der mexikanischen Küste entfernt und etwa 107 km westlich von Socorro, der größten Insel dieser Inselgruppe, gelegen. 
Die markant in zwei Hälften geteilte Felsinsel ist 91 m lang, 45 m breit und weist eine Fläche von 0,3 ha (0,003 km²) auf. Sie stellt die Spitze eines erloschenen Vulkans dar und erhebt sich im Cabeza Conejo, dem nordwestlichen Gipfel, bis zu 34 m aus dem Pazifik, während der Cabeza Sur im Südosten 25 m hoch aufragt. Der nur rund 10 m schmale Isthmus zwischen den beiden Gipfeln erreicht eine Sattelhöhe von rund sechs Metern.
In Analogie zur Insel Clarión gibt es auch über die Entdeckung des Roca Partida widersprüchliche Angaben: So wird der spanische Entdecker Ruy López de Villalobos erwähnt, der den Felsen 1569 erstmals gesichtet haben soll. Die Insel ist unter ihrem Namen „Rocca partida“ bereits auf der ersten Karte des Pazifischen Ozeans Descriptio Maris Pacifici des Geografen Abraham Ortelius von 1589 eingezeichnet. José Camacho hingegen soll den Felsen 1779 entdeckt haben.
Roca Partida ist ein Bestandteil des 1994 geschaffenen Biosphärenreservats Reserva de la Biosfera Archipiélago de Revillagigedo und Brutgebiet zahlreicher Seevögel.